# Melania Arciszewska
 Melania Arciszewska z domu Ziętek (ur. 11 lutego 1906, zm. 26 kwietnia 1980 w Londynie) − polska działaczka polityczna i społeczna na emigracji, żona premiera Tomasza Arciszewskiego.

## Życiorys
Była działaczką PPS emigracyjnego w Londynie. Była również działaczką społeczną. Będąc nauczycielką szkoły sobotniej poświęcała wiele czasu na wychowywanie młodzieży. Była współzałożycielką i przewodniczącą Towarzystwa Przyjaciół Dzieci i Młodzieży w Londynie, które z czasem stało się właścicielem szkoły sobotniej.
W 1945 została aresztowana przez władze bezpieczeństwa.

## Życie prywatne
Była drugą żoną polityka socjalistycznego Tomasza Arciszewskiego, który w latach 1944–1947 był premierem, a od 1954 do śmierci w 1955 był członkiem Rady Trzech.

## Odznaczenia
- Krzyż Kawalerski Orderu Odrodzenia Polski[1].